# Bedektzadigen
De bedektzadigen (Angiospermae) zijn binnen de landplanten naar soortenrijkdom en aandeel in de biomassa op Aarde de belangrijkste groep. Tot de bedektzadigen behoren verschillende veelvoorkomende en algemeen bekende planten, zoals grassen, struiken, kruiden, klimplanten, vele waterplanten en vrijwel alle loofbomen. De bedektzadigen vormen een zeer diverse clade: er zijn ruim 300.000 soorten beschreven.
De bedektzadigen worden ook wel 'bloemplanten' genoemd, ze kenmerken zich door bloemen en doordat ze zich voortplanten door middel van zaden in vruchten. Ze onderscheiden zich van de andere zaadplanten, de naaktzadigen, doordat de zaden in een vruchtbeginsel liggen. De vrucht dient er onder andere voor om het zaad de eerste voeding te geven voor zijn ontkieming. Dit voedende zaadweefsel wordt endosperm genoemd. Bedektzadigen kennen daarnaast een verhoogde differentiatie van het vaatweefsel, zoals houtvaten (tracheeën) in hun xyleem. De gametofyt is sterk gereduceerd.
De evolutionaire voorgangers van bedektzadigen splitsten zich af van de naaktzadigen in het Carboon, ruim 300 miljoen jaar geleden. Vanaf het Krijt heeft de groep zich explosief ontwikkeld en bijna alle ecologische gebieden van de wereld gekoloniseerd. De dubbele bevruchting en co-evolutie met insecten als bestuivers en verspreiders liggen vermoedelijk aan de basis van dit succes. Aan de hand van genetische analyses zijn de verwantschappen van bedektzadige planten steeds scherper in kaart gebracht. De Angiosperm Phylogeny Group, een internationale groep van plantkundigen, houdt zich bezig met de systematiek van bedektzadigen.

## Diversiteit
Bedektzadigen vormen een grote, succesvolle groep vaatplanten die in een relatief korte evolutionaire tijd een grote morfologische en ecologische diversiteit hebben ontwikkeld. De verschillende families komen overal ter wereld voor, in uiteenlopende milieus met diverse levenswijzen. De meeste bedektzadigen leven op het land, maar ook in zoetwater en zelfs in de zee hebben zich soorten gevestigd. Een voorbeeld van mariene soorten zijn de zeegrassen, die zich met hun lange wortelstokken in de zandbodem verankeren. In vrijwel elk landelijk habitat – van de tropen, woestijnen tot gematigde gebieden – zijn bedektzadigen de dominante, meest algemene vorm van vegetatie, met uitzondering van de mosbegroeide toendra's en naaldwouden.

Verschillende leefomgevingen van bedektzadigen
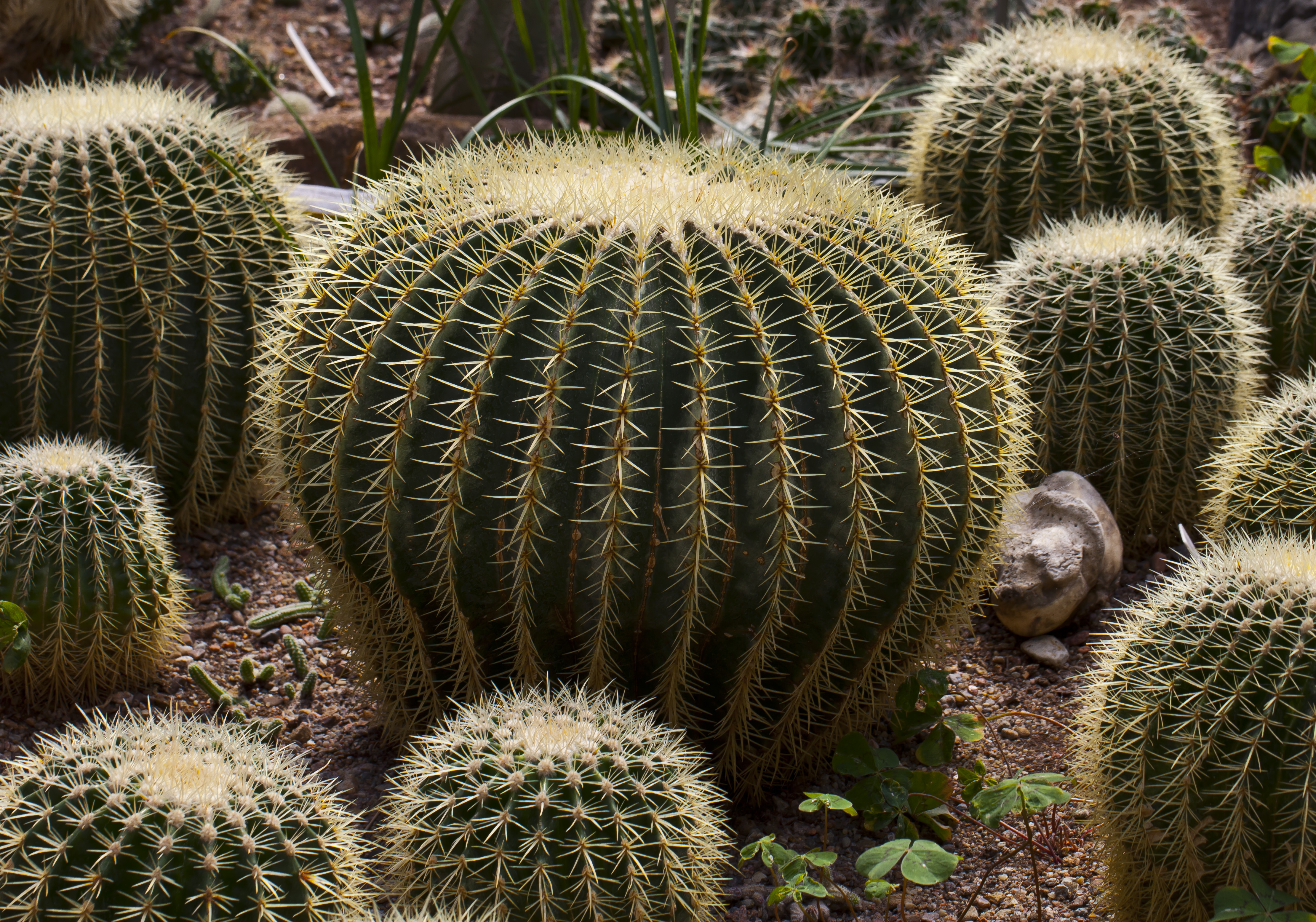
Soorten uit de cactusfamilie, zoals Echinocactus grusonii, komen van nature voor in woestijnen
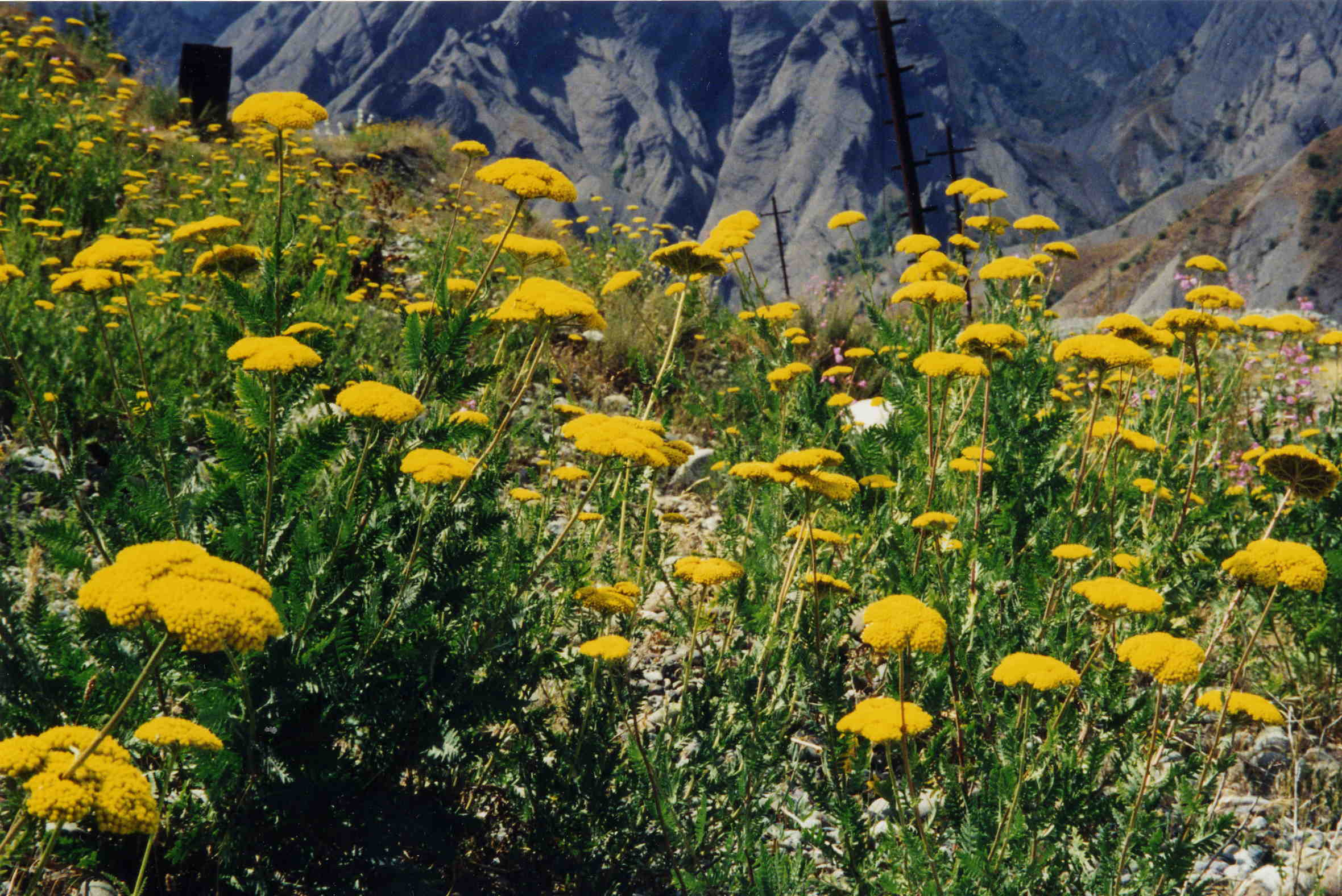
Het geel duizendblad, Achillea filipendulina, groeit onder meer in koude, bergachtige gebieden
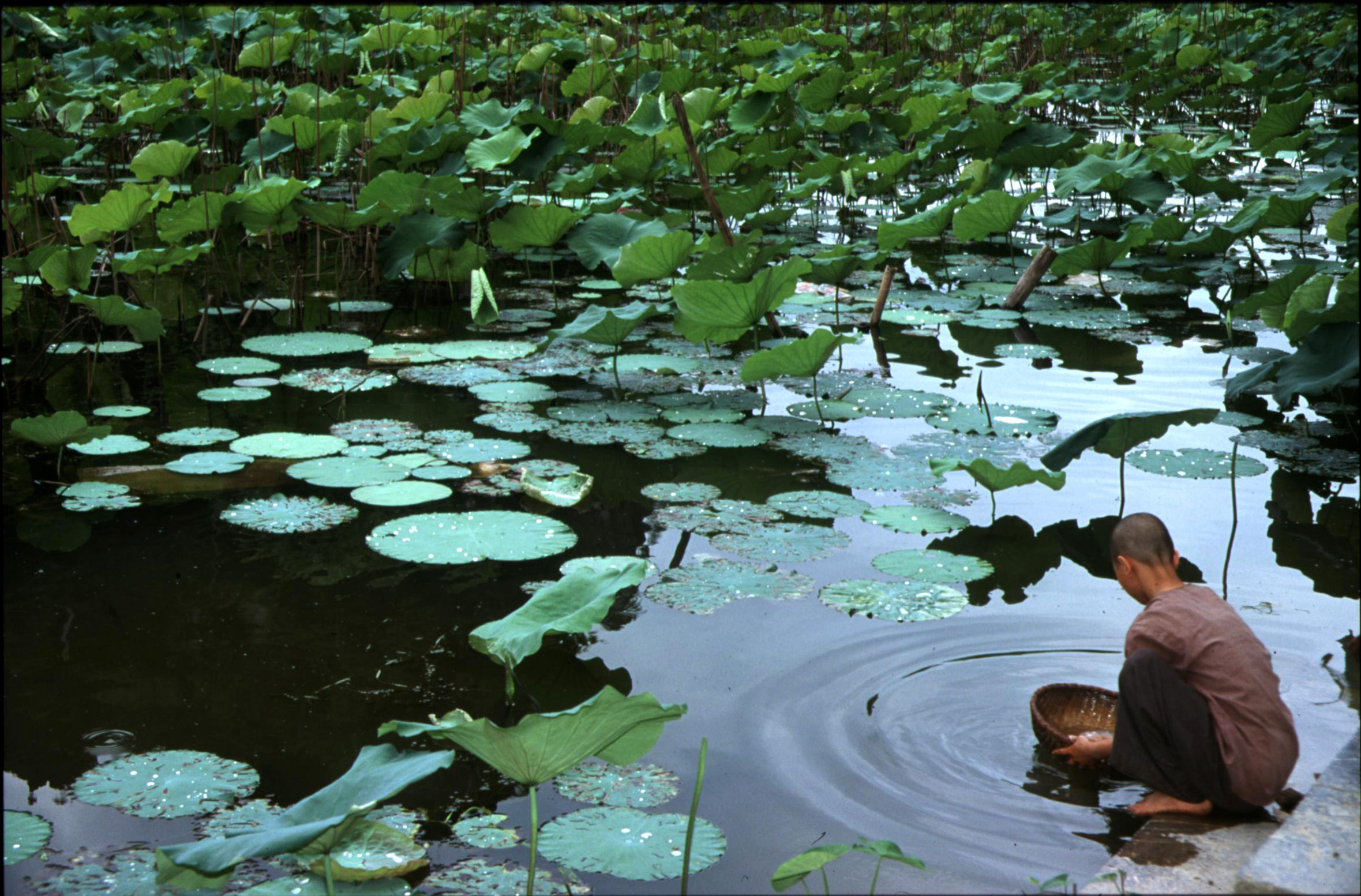
Nelumbo nucifera, de heilige lotus, wortelt in moerasachtige bodem in tropisch en subtropisch Azië

Tot de bedektzadigen behoren kruidachtige planten – die veelal een eenjarige of tweejarige levenscyclus hebben en na hun zaadzetting aan het eind van het jaar afsterven — of houtige, overblijvende planten (struiken en bomen) die vele honderden jaren oud kunnen worden. Andere bedektzadigen groeien de hoogte in door op andere planten te klimmen, zoals lianen of slingerplanten. De determinatie van bedektzadige soorten wordt voornamelijk gedaan aan de hand van de bloem. De bloemen kunnen klein en onopvallend zijn (zoals bij grassen), of uitgroeien tot grote, uitbundig gevormde en felgekleurde bloeiwijzen.

Kruidachtig, houtig, klimmend
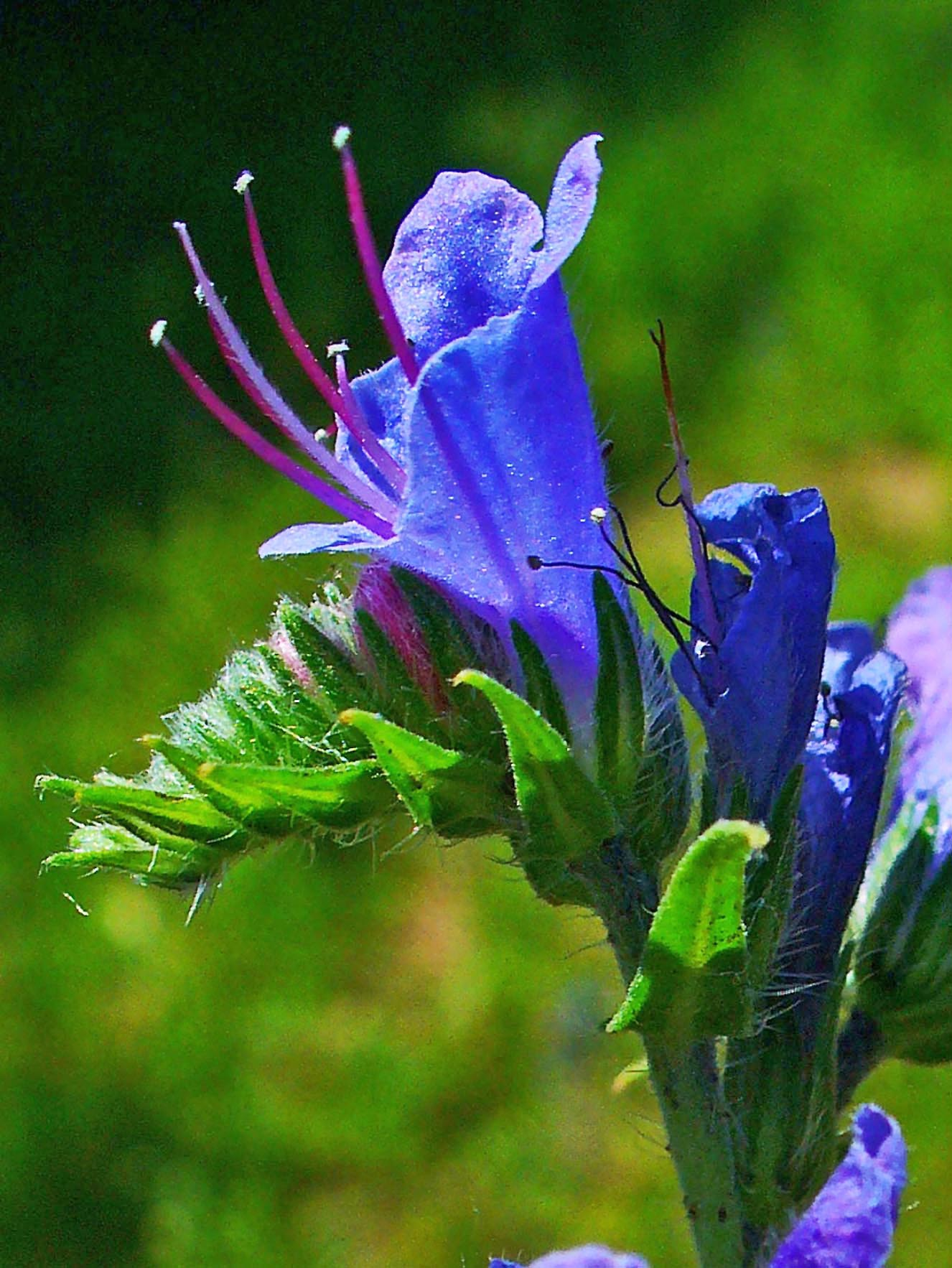
Slangenkruid is een typische inheemse kruidachtige plant
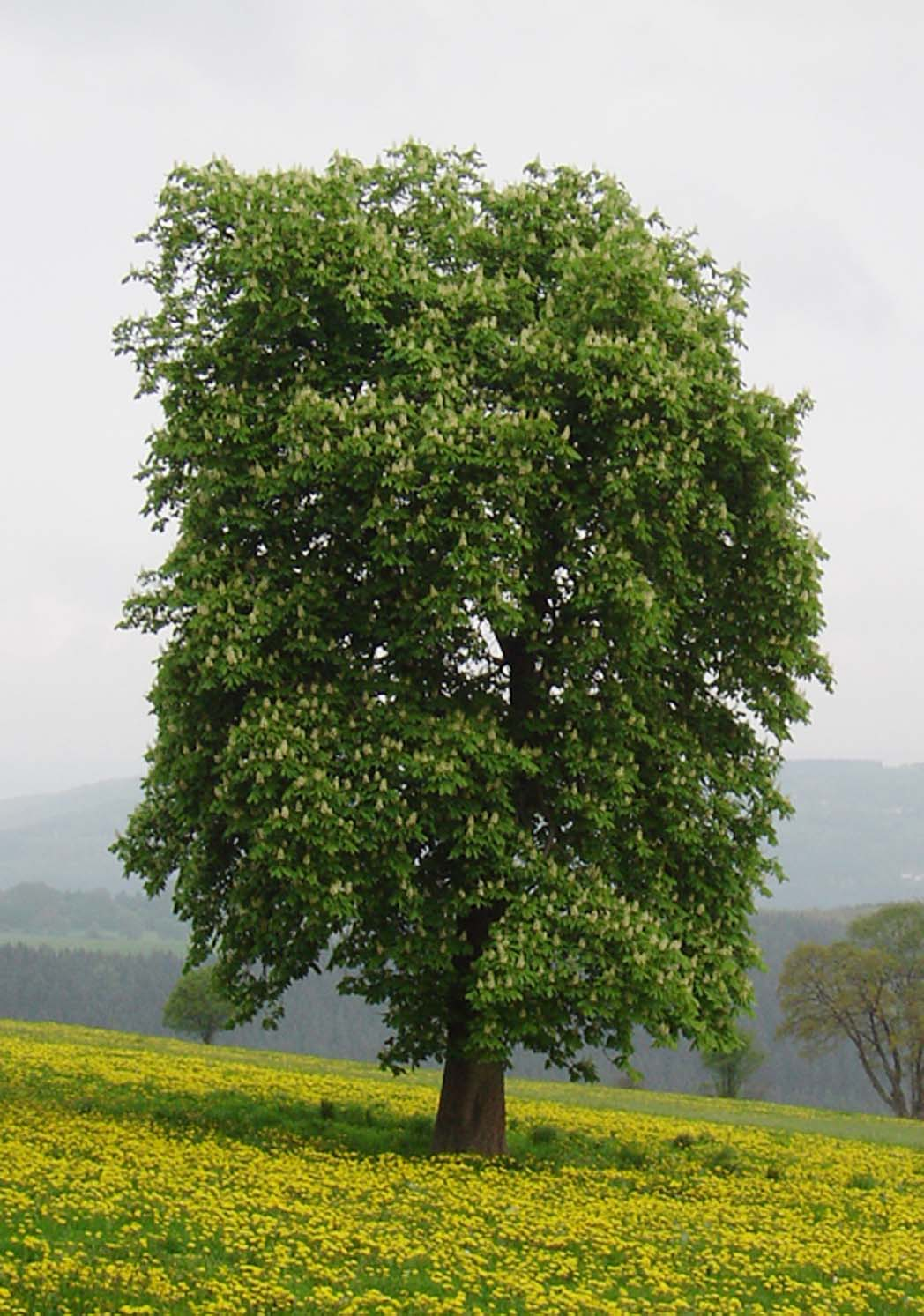
De paardenkastanje is een langlevende loofboom
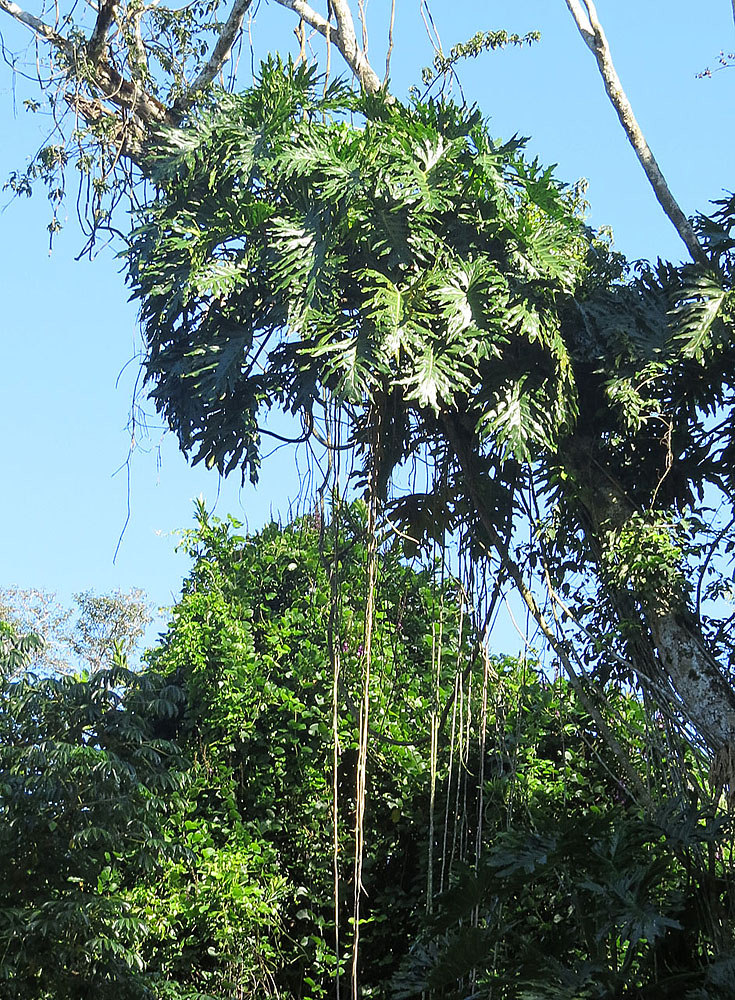
Klimplanten, zoals Philodendron, hebben ondersteuning nodig

## Levenscyclus
De levenscyclus bij zaadplanten (Spermatophyta) loopt van zaad tot zaad. De zaden vormen de belangrijkste diasporen van de zaadplanten (naaktzadigen en bedektzadigen). De bedektzadigen vormen vruchten met zaden, die voor de verspreiding kunnen zorgen. De verspreiding (disseminatie) van de zaden (en van de eenzadige vruchten) begint met het verlaten van de moederplant. 
Een kiemplant is een jonge plant, die zich in het zaad ontwikkelt uit het embryo. De ontwikkeling van de kiemplant begint met de kieming van het zaad, waarbij een worteltje door de zaadhuid naar buiten groeit.

### Bloemen

Schema van een bloem

Alle planten die tot de bedektzadigen horen, hebben hun organen voor geslachtelijke voortplanting in de vorm van bloemen (met de zaadknoppen in vruchtbeginsels), hoe onopvallend ook (zoals bij de grassen en sommige loofbomen). Een volledige, tweeslachtige bloem heeft vijf kransen met bloemdelen: van buiten naar binnen de kelk, de bloemkroon, twee kransen met meeldraden en een of meer stampers. De naam bloemplanten is een vertaling van de wetenschappelijke naam Anthophyta. 
De andere groep zaadplanten zijn de naaktzadigen hebben dan ook geen bloemen en hebben de zaadknoppen niet in vruchtbeginsels maar op schubben of asjes. Tot de naaktzadigen behoren onder andere de coniferen. Bij de naaktzadigen zitten de zaden op de schubben van de kegels (zoals bij dennen), soms in besachtige structuren (zoals bij de taxus). 

### Zaden en vruchten
Bij de bedektzadigen liggen de zaden in een vrucht. In sommige gevallen zijn deze vruchten onopvallend, zoals bij een eikel, waar de vruchtwand slechts een heel dunne bedekking van het zaad vormt. In andere gevallen zijn de vruchten heel opvallend, zoals bij de tomaat.

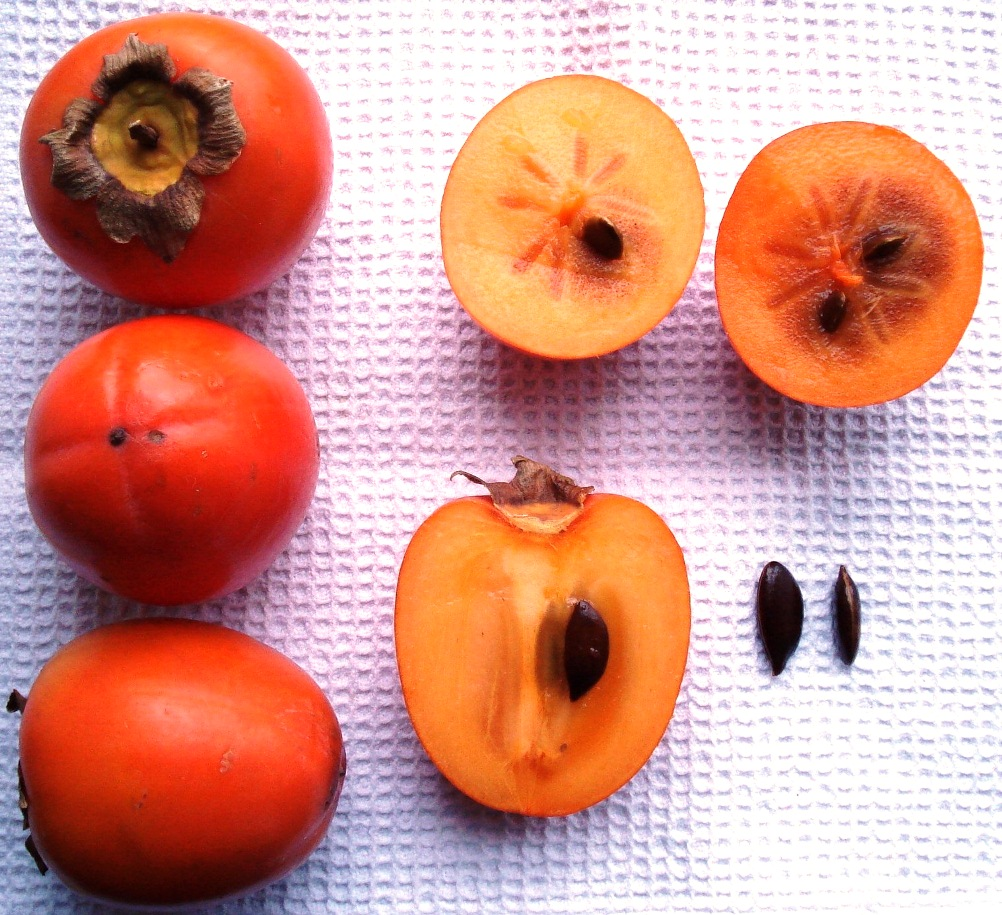
Kaki (Diospyros kaki): vrucht met zaden
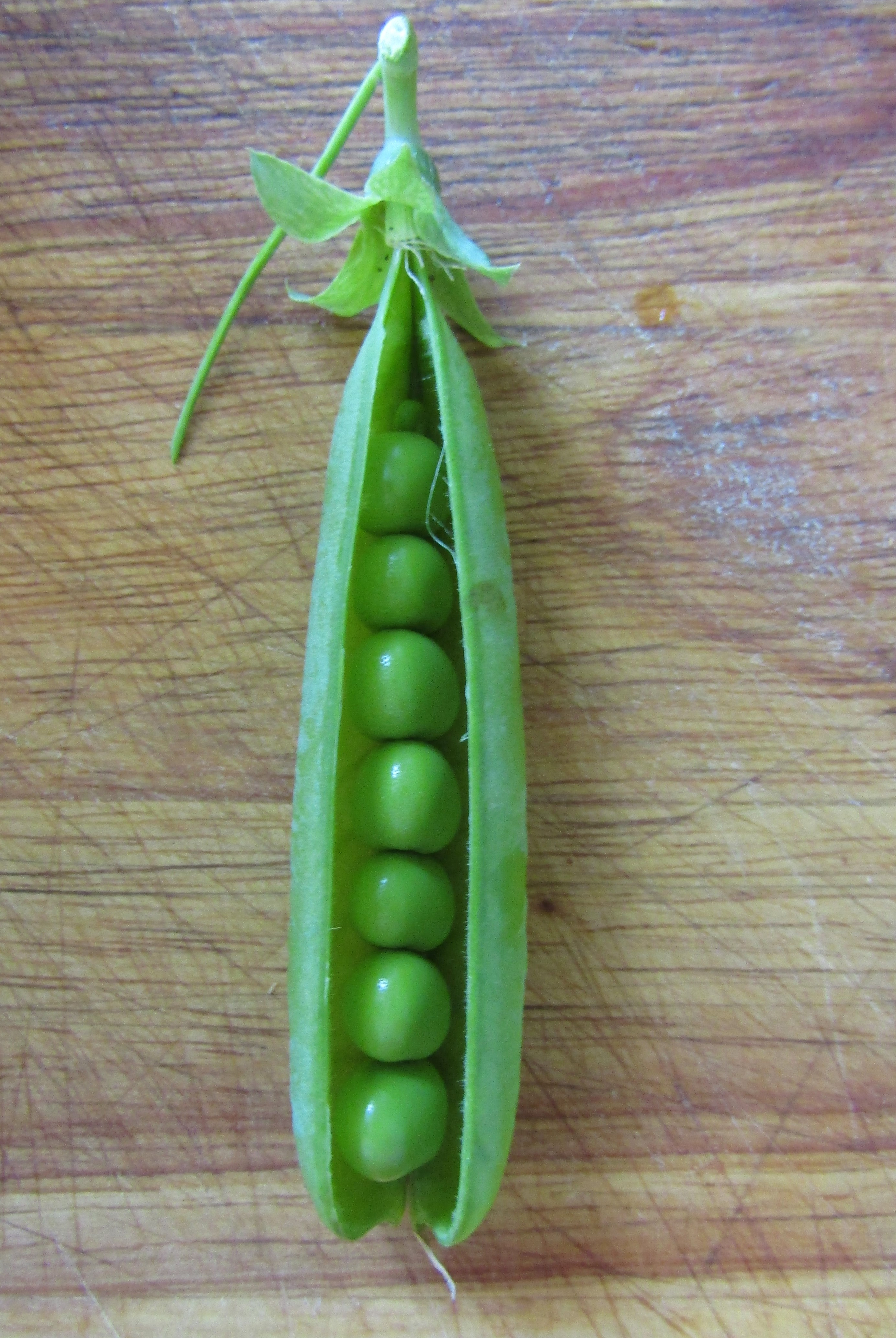
Erwt: peulvrucht met erwten (zaden)
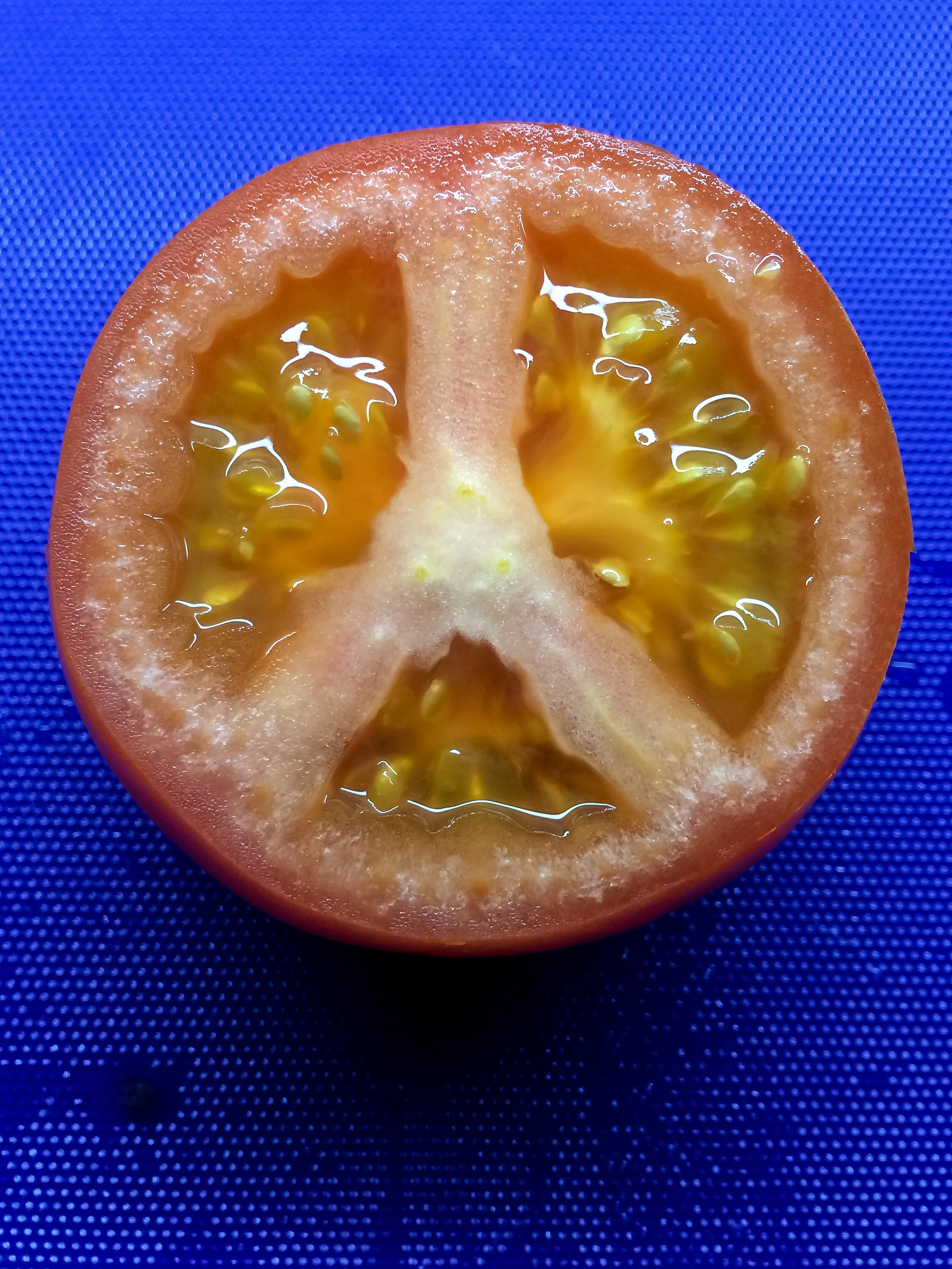
Tomaat: dwarse doorsnede van vrucht, met daarin zaden

## Taxonomie
Deze groep is altijd erkend als een natuurlijke groep, van planten die duidelijk onderling verwant zijn. In de loop van de tijd is een aantal verschillende namen voor deze groep gebruikt, waarbij de naam Angiospermae een directe beschrijving van het belangrijkste onderscheidende kenmerk is.

### Angiospermae
Deze naam wordt bijvoorbeeld gebruikt door het Wettstein-systeem (laatste versie gepubliceerd in 1935). Aldaar worden de bedektzadigen onderverdeeld in twee groepen: de Dicotyledones, de dicotylen of tweezaadlobbigen en de Monocotyledones, de monocotylen of eenzaadlobbigen.

### Magnoliophyta
Arthur Cronquist die in 1981 een veelgebruikte classificatie publiceerde, het Cronquist-systeem, gebruikte een standaardaanduiding. Cronquist duidde de bedektzadigen aan met de naam Magnoliophyta, een naam in de rang van afdeling (divisio of fylum), gevormd uit de familienaam Magnoliaceae. In de Heukels tot en met de 22e druk werd dit omgezet naar Magnoliopsida, een naam in de rang van klasse.
Ook Cronquist maakte de onderverdeling in de traditionele twee groepen, door hem genoemd:
- de Liliopsida (in de 22e druk van de Heukels: Liliidae), de eenzaadlobbigen
- de Magnoliopsida (in de 22e druk van de Heukels: Magnoliidae), de tweezaadlobbigen.

### Angiosperms
In de jaren negentig is het APG-systeem (1998) gepubliceerd. Dit gebruikte de informele naam "angiosperms", een gangbaar Engels woord voor deze groep (bijvoeglijk naamwoord "angiosperm"). Dit is dus geen formele botanische naam, met een rang, maar de naam voor een clade. Bij APG werd de traditionele tweedeling verlaten: de eenzaadlobbigen werden gehandhaafd, als clade onder de naam "monocots", de normale Engelse naam, maar de tweezaadlobbigen bleken niet handhaafbaar. De belangrijkste andere groep in het systeem zijn de "eudicots", die de typische tweezaadlobbigen omvat, met de voor die groep typische kenmerken. De atypische tweezaadlobbigen werden ongeplaatst gelaten.
Dit systeem is later herzien als APG II (2003), waarbij een derde hoofdgroep onderscheiden werd, de "magnoliids". In 2009 is het APG III-systeem gepubliceerd.
De 23e druk van de Heukels (2005) volgde een iets aangepaste versie van APG II. Door de Nederlandstalige Wikipedia wordt deze indeling als geautoriseerde bron gehanteerd voor de indeling van de bedektzadigen onder de verwijzing. Bij APG heten de bloemplanten "angiosperms", met als belangrijkste groepen de "monocots" en de "eudicots", in de Heukels vertaald als Bedektzadigen, Eenzaadlobbigen en Tweezaadlobbigen. Omdat de tweezaadlobbigen in de 23e druk van de Heukels een andere (kleinere) groep zijn dan de traditionele Tweezaadlobbigen (zoals in de 22e druk), worden ze hier aangeduid als 'nieuwe' tweezaadlobbigen.
Het APG III-systeem, de opvolger van het APG II-systeem, is gepubliceerd in oktober 2009, 6½ jaar na de publicatie van het APG II-systeem.
Als de opvolger van APG I in 1998, APG II in 2003 en APG III in 2009, is APG IV in 2016 gepubliceerd door de Angiosperm Phylogeny Group.

### Angiospermae
Ook onder de PhyloCode is een naam gepubliceerd: /Angiospermae Lindley 1830. Deze naam kan pas gaan gelden als de PhyloCode in werking treedt.
| - Embryophyta (landplanten) - Stam Marchantiophyta (Stotler & Crandall-Stotler 1977) (→ mossen s.l., bryofyten) - - Stam Bryophyta (Schimper 1836) (→ mossen s.l., bryofyten) - - Stam Anthocerotophyta (Stotler & Crandall-Stotler 1977) (→ mossen s.l., bryofyten) - Tracheophyta, vaatplanten - † Rhyniophyta (Banks 1975) - - - † Stam Zosterophyllophyta (Banks 1975) - Stam Lycopodophyta (Cronquist & al. 1966) - - † Stam Trimerophytophyta (Banks 1975) - Euphyllophyta (Kenrick & Crane 1997) - † Klasse Cladoxylidopsida - - † Klasse Coenopteridopsida - - Stam Pteridophyta (Schimper 1879), varens - Lignophyta - † Orde Aneurophytales - - - † Orde Protopityales - † Orde Archaeopteridales - Spermatophyta, zaadplanten - † Klasse Lyginopteridopsida - - † Klasse Medullosopsida - - † Klasse Callistophytopsida - - Klasse Cycadopsida - - † Klasse Peltaspermopsida - - - Stam Ginkgophyta - - Stam Gnetophyta - Stam Coniferophyta - - - † Klasse Caytoniopsida - † Stam Cycadeoidophyta - Stam Angiospermophyta (Berry 1915), bedektzadigen - basale 'angiosperms' - - 'magnoliids', magnoliiden (Magnoliopsida) - - Monocotyledoneae ('monocots') - Dicotyledoneae ('eudicots') |
| een polyfyletische groep → wordt ook gerekend tot polyfyletisch groep |

## Belang voor de mens

### Praktisch gebruik

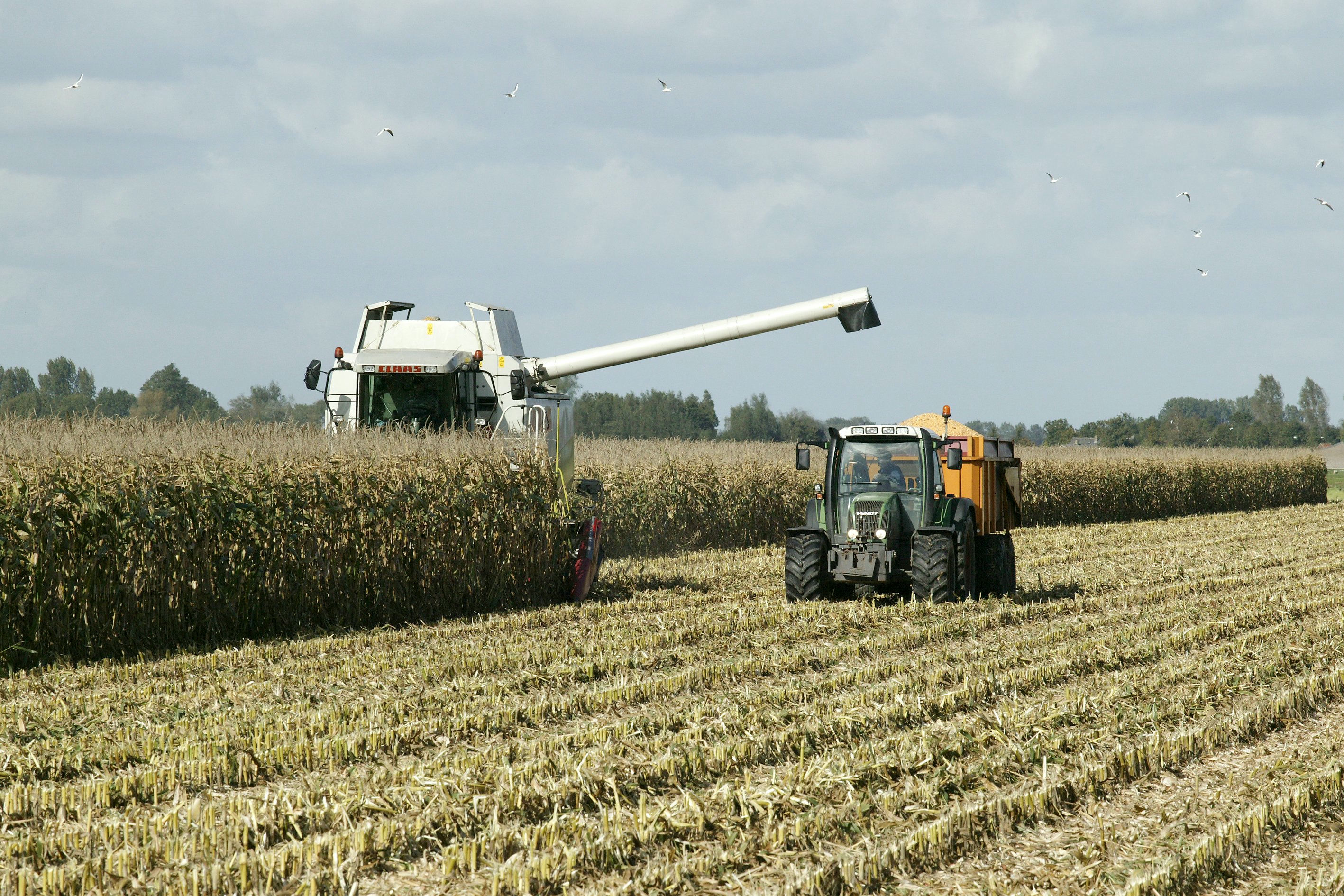
De oogst van maïs in Eethen, Nederland

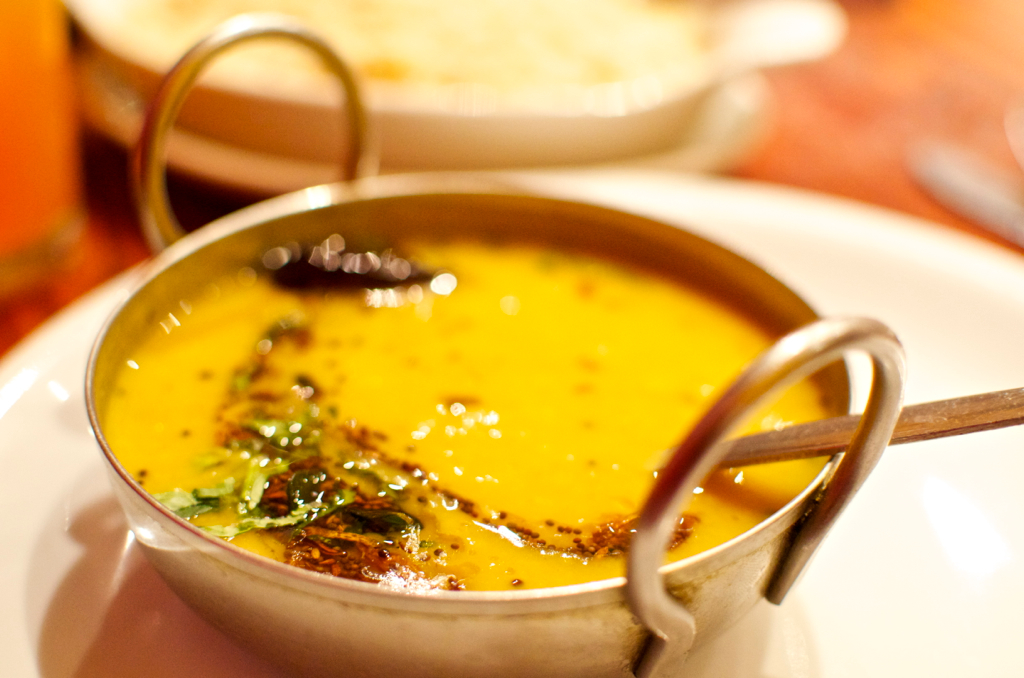
Voedsel van planten: het gerecht Dal tadka, een Indiase linzensoep

Landbouw is vrijwel volledig gebaseerd op bedektzadige planten. De verschillende soorten uit diverse bedektzadige families leveren de mens bijna alle plantaardige levensmiddelen, zoals groenten en fruit, graan, rijst en maïs. Dit dient niet alleen voor menselijke consumptie; het grootste deel van landbouwgewassen wordt ingezet als veevoer. Bedektzadigen leveren daarnaast uiteenlopende voor de mens belangrijke materialen, zoals hout, papier, en vezels als katoen en vlas (linnen). Sommige medicinale verbindingen of andere farmacologisch actieve natuurproducten, bijvoorbeeld alkaloïden, worden uit bedektzadigen geïsoleerd.
| Familie       | Nederlands          | Cultuurgewassen                                                                                   |
| ------------- | ------------------- | ------------------------------------------------------------------------------------------------- |
| Poaceae       | Grassen             | Basisvoedsel en voer, zoals rijst, maïs, gerst, rogge, haver, gierst, rietsuiker en andere granen |
| Fabaceae      | Peulvruchten        | Erwten, bonen, linzen, alfalfa                                                                    |
| Solanaceae    | Nachtschade-familie | Aardappelen, tomaten, paprika, aubergines                                                         |
| Cucurbitaceae | Kalebassen          | Pompoenen, komkommers, meloenen                                                                   |
| Brassicaceae  | Koolfamilie         | Kool, zoals spruitjes, broccoli, bloemkool, raapzaadolie                                          |
| Apiaceae      | Schermbloemen       | Wortelen, pastinaak, peterselie, koriander, venkel                                                |
| Rutaceae      | Wijnruitfamilie     | Citrusvruchten als sinaasappel, citroenen, grapefruit                                             |
| Rosaceae      | Rozenfamilie        | Appels, peren, kersen, abrikozen, perziken                                                        |

### Cultureel gebruik en symboliek
Planten spelen een belangrijke rol in verschillende culturele uitingen, zoals literatuur en film. Bloemen en bomen zijn het onderwerp van gedichten door klassieke dichters zoals William Blake, Robert Frost en Rabindranath Tagore. Bloeiende planten zijn in de Chinese en Japanse schilderkunst een motief van vogel- en bloemschilderingen. Overblijvende soorten staan daarbij symbool voor standvastigheid, doorzettingsvermogen en veerkracht, en bladverliezende soorten voor vergankelijkheid. Bloemen worden gekweekt (sierteelt) voor het maken bloemstukken, boeketten en andere ornamenten. Verwante kunstvormen als bonsai en ikebana hebben een geheel eigen traditie en culturele waarde. Sierplanten hebben in bepaalde gevallen de loop van de geschiedenis veranderd, zoals tijdens de tulpenmanie.